# Beach water-polo
Le beach water-polo est un sport collectif dérivé du water-polo mais qui se pratique en bord de mer avec périmètre délimité par une structure gonflable (d'où son nom, beach signifiant plage en anglais et la dénomination de water-polo de plage). Il est régi par la FINA qui y voit une occasion de démocratiser le water-polo en dehors des piscines et vers un public jeunes.
L'idée de ce sport plus loisirs remonte à la fin des années 90 par l’initiative du poloïste italien Gualtiero Parisio.
Ce périmètre est amarré sur un fond sableux et la profondeur d’eau est telle que les joueurs ne doivent pas avoir pied pendant la durée du match (au moins deux mètres de profondeur). Les dimensions de l'aire de jeux est un rectangle de quinze mètres de long par dix de large.
Le beach water-polo oppose deux équipes de sept joueurs (dont un gardien de but) qui doivent lancer un ballon en plastique dans le but de leurs adversaires. Officiellement, Les matchs se dérouleront en deux périodes de dix minutes de temps continu (pas de décompte des arrêts de jeu) ; une pause de cinq minutes est prévue à la mi-temps.
Le beach water-polo a été intégré en 2008 au programme des Jeux asiatiques de plage dès la première édition. En 2018, le bureau de la FINA a décidé d’organiser en juillet 2019 les premières compétitions de Beach Water-polo lors des championnats du Monde en Corée de Sud.